# 埃蘭·科普斯

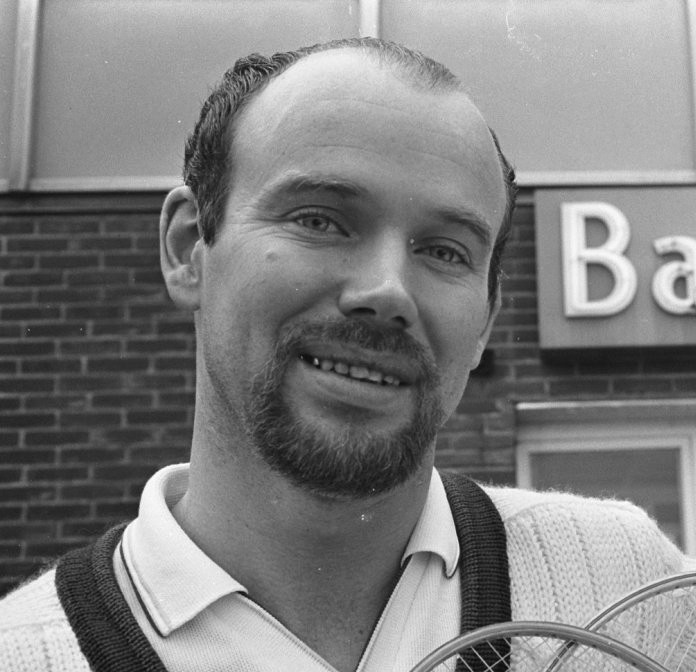
埃蘭·科普斯

埃蘭·科普斯（Erland Kops，1937年1月14日—2017年2月18日），是一位來自丹麥的羽球運動員，他從1950年代末期到1970年代初期贏得了許多重要的國際單打和雙打冠軍。
1958年，埃蘭·科普斯通過贏得男子單打比賽，結束了馬來亞球員在全英羽毛球錦標賽中八年的統治地位。科普斯也是首批贏得遠東地區主要單打冠軍的西方人之一。他將充沛的速度、力量和耐力與令人印象深刻的擊球技巧結合在一起。儘管在湯姆斯盃（男子國際團體賽）比賽的最後幾輪比賽中取得了一些令人失望的結果，但科普斯顯然是男子單打選手中的主力球員，也是他那個時代的男子雙打球員之一。
他是全英羽球公開錦標賽中最成功的球員之一，1958年至1967年期間獲得11個冠軍頭銜，其中7個是男子單打冠軍，4個是男子雙打冠軍，勝過了愛爾蘭球員弗蘭克·德夫林的6個冠軍頭銜。
埃蘭·科普斯還贏得丹麥錦標賽男子單打5次和男子雙打4次。在北歐錦標賽中，他在男子單打比賽中獲得5次冠軍，在男子雙打中獲得3次冠軍，在混合雙打中獲得2次冠軍。
埃蘭·科普斯是1997年入選世界羽球名人堂的第一批羽球運動員之一，並且是2013年第一位入選歐洲羽球聯盟（BEC）名人堂的球員。